# 12761 Pauwels
12761 Pauwels este o planetă minoră (asteroid), cu un diametru de , din centura de asteroizi. A fost descoperită pe 9 octombrie 1993 la Observatorul European Austral de Eric Walter Elst și a fost numită după Thierry Pauwels⁠(d). 
Obiectul prezintă o orbită caracterizată de o semiaxă mare de 3,1024753 UAi, o excentricitate de 0,06, o înclinație de 18,51087 ° în raport cu ecliptica.